# 中山大學附屬第五醫院
中山大學附屬第五醫院（英語：The Fifth Affiliated Hospital of Sun Yat-sen University），简称中山五院（又称中大五院），是一家位於中國廣東省珠海市香洲區的三级甲等医院，隶属于中山大学，由珠海市卫生健康局主管。

## 历史
医院前身是始建于1992年的珠海市医疗中心。2001年6月，珠海市人民政府與中山醫科大學簽訂協議，同意將原珠海市醫療中心提供給中山醫科大學建設中山醫科大學附屬第五醫院。後中山醫科大學并入中山大學更為現名。该院于2002年6月開始試業，并同年12月14日正式營業。2016年，该院通过三级甲等医院评审。

## 院区环境

### 图集

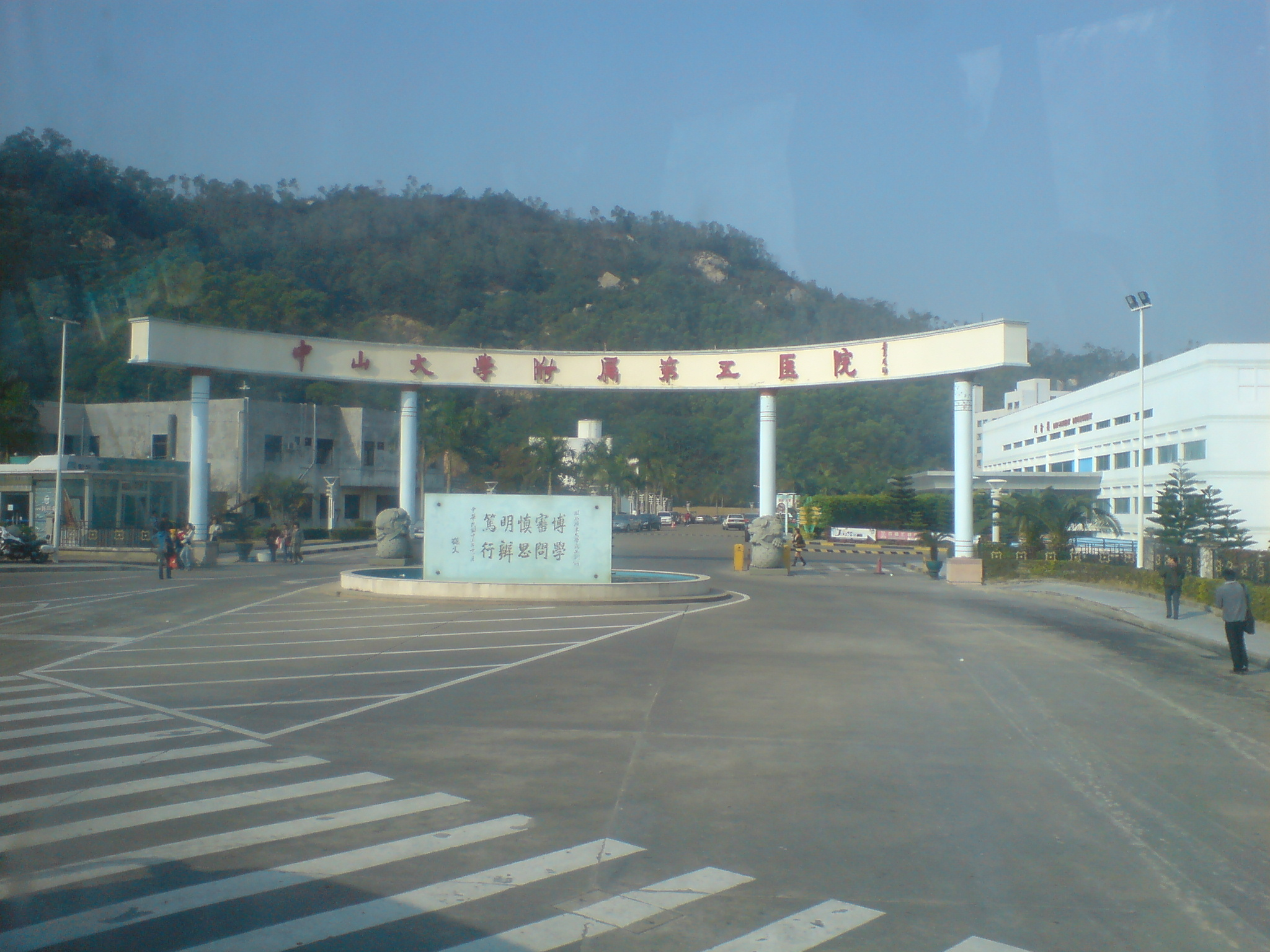
大门
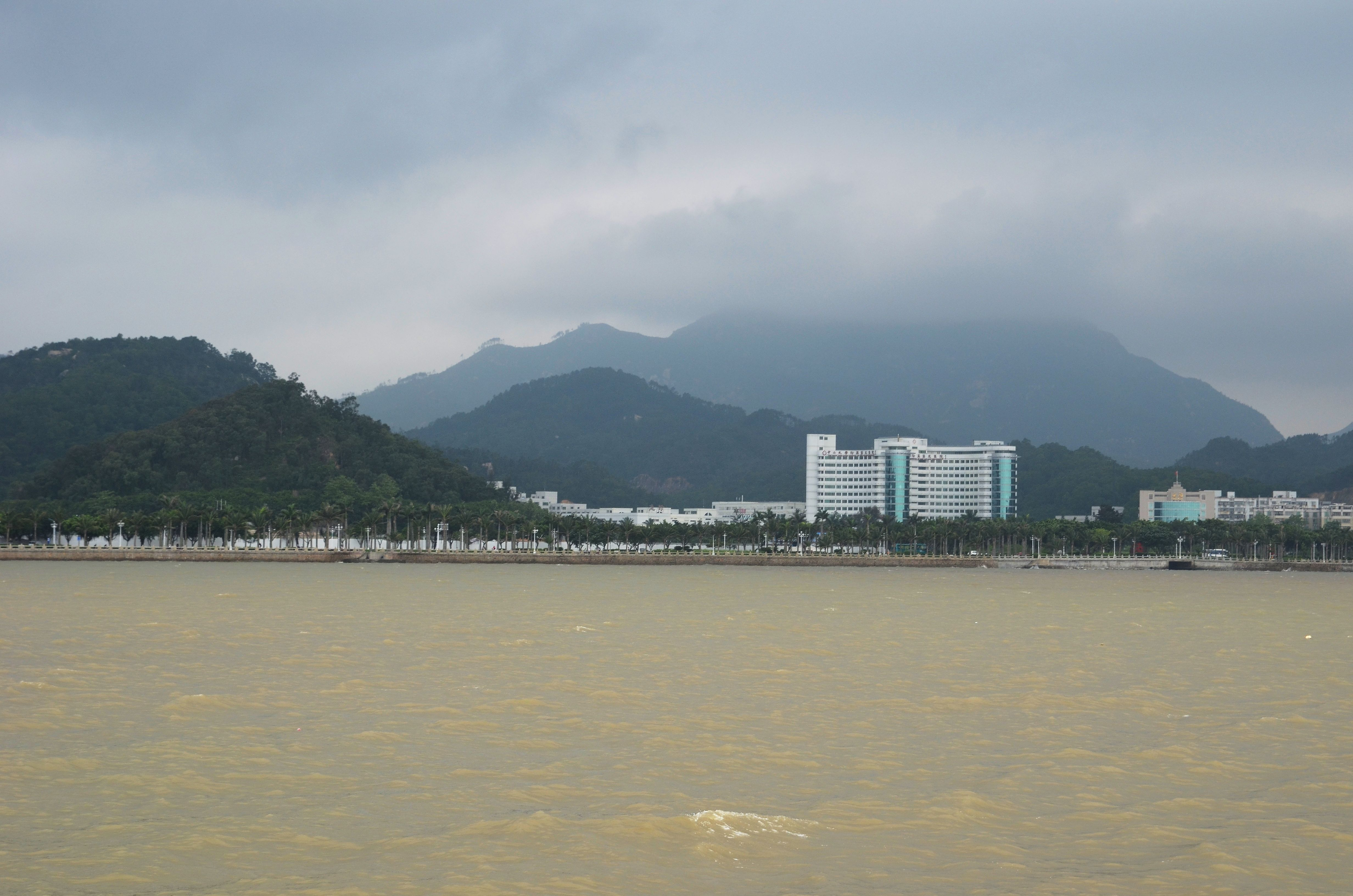
远景

## 服务范围

### 内科
- 心内科
- 肾内科
- 内分泌科
- 呼吸内科
- 消化内科
- 神经内科
- 血液风湿科
- 感染病科

### 外科
- 普外科
- 泌尿外科
- 脑外科
- 胸外科
- 器官移植科

### 其他
- 妇产科
- 儿科
- 口腔科
- 耳鼻喉科
- 眼科
- 骨科
- 中西医结合科
- 心理及性咨询科
- 肿瘤科
- 医学影像部
- 老年病科
- 皮肤科
- 超声科
- 烧伤整形科
- 麻醉科
- 病理科
- 预防保健科
- 特诊科
- 病案统计室
- ICU
- 康复科

## 交通服务

### 公交車
中大五院站
- 途經的公交线路：
3路：九洲港—中大五院—金鼎工业园
3A路：九洲港—中大五院—城轨珠海北站
7路：体育中心南—中大五院—清华科技园
10路：城轨珠海站—中大五院—下栅检查站
10A路：拱北口岸总站—中大五院—城轨唐家湾站
10F路：城轨珠海站—中大五院—金鼎工业园北
17路：心岸春天花园—中大五院—神前总站
18路：华发新城总站—中大五院—神前总站
32路：城轨珠海站—中大五院—神前总站
68路：金鼎总站—中大五院—翠花苑
69路：城轨唐家湾站—中大五院—圆明新园
K1路：城轨珠海北站—中大五院—拱北口岸总站
K2路：金鼎—中大五院—前山总站
K3路：城轨唐家湾站—中大五院—拱北口岸总站

### 有軌電車
- 中大五院站

## 外部連結
- 中山大學附屬第五醫院網站（页面存档备份，存于）